# Kammen (naturreservat)
Kammens naturreservat är ett naturreservat inom Ekopark Skatan i Vindelns kommun i Västerbottens län. 
Reservatet är cirka 1,5 kilometer långt och utgörs till största delen av en rullstensås mellan sjöarna Åmträsket, Djupsundssjön och Långtjärn. Högst upp på åsen går vandringsleden Isälvsleden.

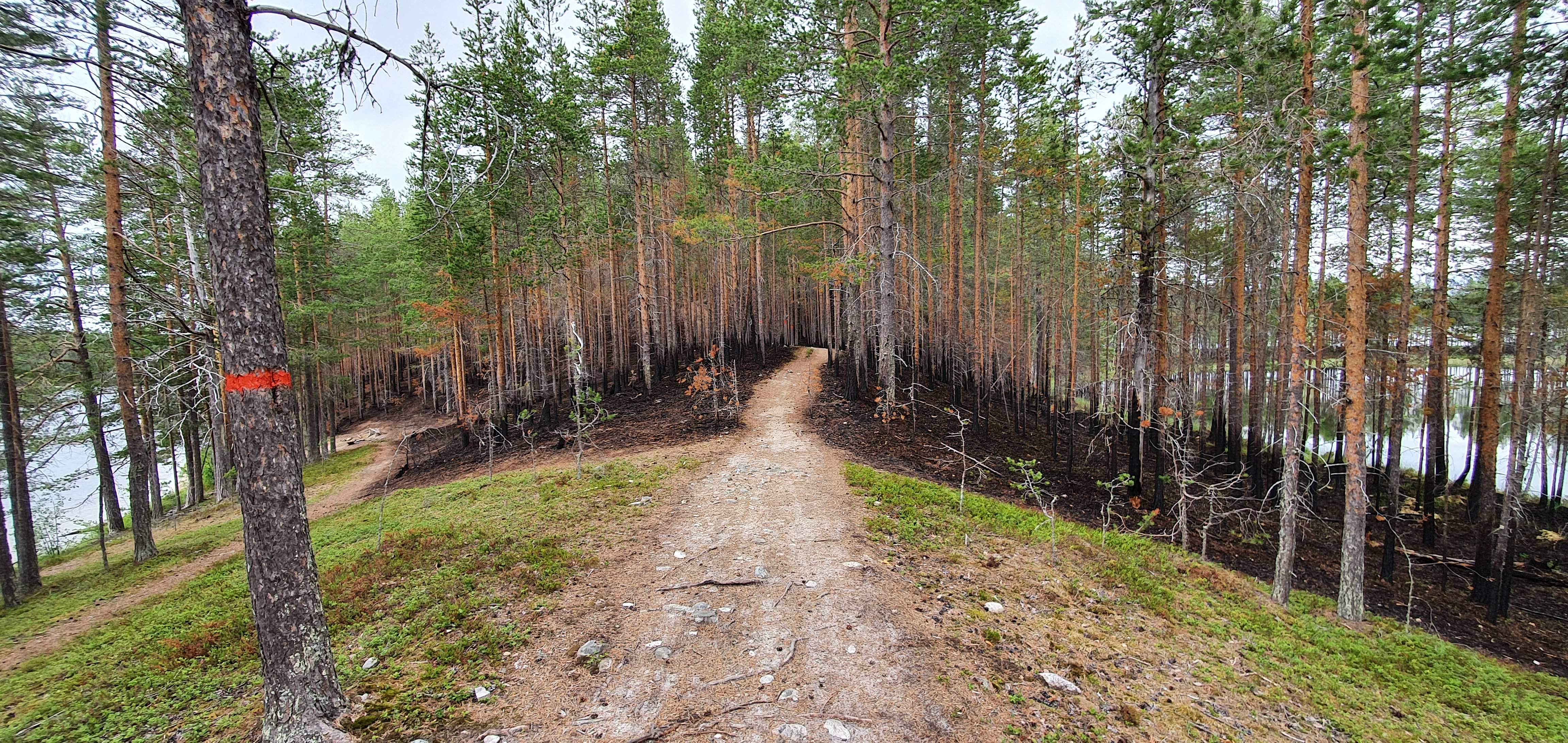
Bilden visar Isälvsleden och delar av reservatet som bränts för naturvårdsändamål.